# Glenburn (Pennsylvania)
Glenburn is een plaats (census-designated place) in de Amerikaanse staat Pennsylvania, en valt bestuurlijk gezien onder Lackawanna County.

## Demografie
Bij de volkstelling in 2000 werd het aantal inwoners vastgesteld op 1212.

## Geografie
Volgens het United States Census Bureau beslaat de plaats een oppervlakte van 12,7 km², waarvan 12,3 km² land en 0,4 km² water.

## Plaatsen in de nabije omgeving
De onderstaande figuur toont nabijgelegen plaatsen in een straal van 12 km rond Glenburn.